# Castillo de Higuera de Vargas
El castillo de Higuera de Vargas o Castillo del Coso es una fortaleza del siglo XIV, ubicado al término municipal español de Higuera de Vargas, provincia de Badajoz, Extremadura.

## Historia
El castillo fue propiedad de la Orden del Temple por donación del rey Alfonso IX a esta orden que la mantuvo durante unos pocos años. El rey Enrique II lo donó a Alfonso Fernández de Vargas en el año 1374 y junto a la fortificación creció un pueblo que tomó el nombre de la familia dueña del castillo. Finalmente pasó a ser posesión del  Duque de Feria al no haber tenido los anteriores propietarios sucesión masculina directa.

## El castillo
Tiene planta cuadrangular y solo se conserva una de las torres de sección octogonal de las que cuatro que, según parece, tuvo en las esquinas del patio de armas. Casi todo lo construido está hecho a base de mampostería,  sillería y sillarejo. Como muchos castillos de la zona tiene unas hiladas de ladrillo que solo tienen función decorativa, situadas debajo del almenaje y en los  merlones. Los flancos nordeste y noroeste así como el suroeste están casi totalmente ocultos por las viviendas que se han construido adosadas al castillo. Solo en flanco sureste, que da a la plaza del pueblo, tiene el aspecto de vivienda palaciega.,